# 中湖遗址
中湖遗址，俗称乌龟滩，是位于中国安徽省合肥市肥东县古城镇中湖村的一个商周时期古遗址，1990年入选第二批肥东县文物保护单位。
中湖遗址面积约2万平方米，文化堆积层厚2米，采集到的文物有饰以绳纹、凹弦纹的夹砂红陶片，以鬲足和鼎足为主要器形；另有鹿角、角镞、骨镞和石斧等。